# Gerry Melnyk
Michael Gerald Melnyk (Edmonton, 16 settembre 1934 – Edmonton, 14 giugno 2001) è stato un hockeista su ghiaccio e dirigente sportivo canadese.
Nel corso della carriera militò nella National Hockey League.

## Carriera
Melnyk giocò a livello giovanile per tre stagioni in WCJHL nella città natale di Edmonton con la maglia degli Oil Kings arrivando fino alla finale della Memorial Cup del 1954. Anche il suo debutto nel mondo professionistico giunse con una formazione di Edmonton, gli Edmonton Flyers della Western Hockey League. Nel corso della stagione 1955-1956 Melnyk ebbe modo di esordire in NHL grazie alla chiamata dei Detroit Red Wings come rinforzo in occasione dei playoff.
Fra il 1959 e il 1961 riuscì a trovare un posto da titolare con i Red Wings ed ebbe modo di giocare un NHL All-Star Game, mentre nella stagione 1961-1962 vestì la maglia dei Chicago Blackhawks. Nelle stagioni successive restò all'interno dell'organizzazione dei Blackhawks ma in American Hockey League presso il farm team dei Buffalo Bisons vincendo una Calder Cup. In due occasioni venne richiamato dai St. Louis Braves e dai Chicago Blackhawks sempre per rinforzare la squadra durante i playoff.
Melnyk giocò la stagione 1966-1967 nella Central Hockey League con i St. Louis Braves e fu scelto nel Second All-Star Team della lega. Nel 1967, rimasto senza squadra, venne selezionato in occasione dell'NHL Expansion Draft dai St. Louis Blues, una delle sei nuove franchigie iscritte alla NHL. Nella stagione 1967-1968 totalizzò 50 punti in 73 partite e avanzò fino alla finale della Stanley Cup, persa però contro i Montreal Canadiens.
Nell'ottobre del 1968 venne ceduto ai Philadelphia Flyers ma decise subito dopo di ritirarsi; per questo motivo al posto di giocare rimase nella squadra ma con il ruolo di osservatore. Durante il Draft NHL 1969 Melnyk fu decisivo per convincere la dirigenza dei Flyers a selezionare il futuro membro della Hall-of-Fame Bobby Clarke. Mantenne tale ruolo fino al 1997, mentre quattro anni più tardi si spense a causa della leucemia.

## Palmarès

### Club
- Calder Cup: 1

Buffalo: 1962-1963

### Individuale
- WCJHL Second All-Star Team: 1

1953-1954
- CPHL Second All-Star Team: 1

1966-1967
- NHL All-Star Game: 1

1961